# Boleslau I da Polónia
Bolesław, o Bravo (polonês: Bolesław Chrobry, tcheco: Boleslav Chrabrý; 967 – 17 de junho de 1025), menos conhecido como Bolesław, o Grande (polonês: Bolesław Wielki), foi duque da Polônia de 992 a 1025, e o primeiro rei da Polônia em 1025. Ele também foi duque da Boêmia entre 1002 e 1003 como Boleslau IV.   
Ele era filho de Mieszko I da Polônia com sua esposa, Dobrawa da Boêmia. De acordo com uma teoria acadêmica, Bolesław governou a Pequena Polônia já durante os últimos anos do reinado de seu pai. Mieszko I, que morreu em 992, dividiu a Polônia entre seus filhos, mas Bolesław expulsou a última esposa de seu pai, Oda de Haldensleben, e seus meio-irmãos e reuniu a Polônia entre 992 e 995.
Bolesław apoiou os objetivos missionários do Bispo Adalberto de Praga e Bruno de Querfurt. O martírio de Adalberto em 997 e sua canonização iminente foram usados para consolidar a autonomia da Polônia do Sacro Império Romano. Isso talvez tenha acontecido mais claramente durante o Congresso de Gniezno (11 de março de 1000), que resultou no estabelecimento de uma estrutura eclesiástica polonesa com uma Sé Metropolitana em Gniezno. Esta Sé era independente do arcebispado alemão de Magdeburg, que tentou reivindicar jurisdição sobre a igreja polonesa. Após o Congresso de Gniezno, bispados também foram estabelecidos na Cracóvia, Wrocław e Kołobrzeg, e Bolesław formalmente repudiado em homenagem ao Sacro Império Romano. Após a morte do Sacro Imperador Romano Otto III em 1002, Bolesław travou uma série de guerras contra o Sacro Império Romano e o primo e herdeiro de Otto, Henrique II, terminando na Paz de Bautzen (1018). No verão de 1018, em uma de suas expedições, Bolesław I capturou Kiev, onde instalou seu genro Sviatopolk I como governante. Segundo a lenda, Bolesław lascou sua espada ao atingir a Golden Gate de Kiev. Mais tarde, em homenagem a essa lenda, uma espada chamada Szczerbiec ("Espada denteada") se tornaria a espada da coroação dos reis da Polônia.
Bolesław I foi um político, estrategista e estadista notável. Ele não apenas transformou a Polônia em um país comparável às antigas monarquias ocidentais, mas também a elevou à posição de frente dos Estados europeus. Bolesław conduziu campanhas militares bem-sucedidas no oeste, sul e leste. Ele consolidou terras polonesas e conquistou territórios fora das fronteiras da Polônia moderna, incluindo Eslováquia, Morávia, Rutênia Vermelha, Meissen, Lusatia e Boêmia. Ele foi um mediador poderoso nos assuntos da Europa Central. Finalmente, como culminação de seu reinado, em 1025 ele se fez coroar Rei da Polônia. Ele foi o primeiro governante polonês a receber o título de rex (latim: "rei").

Ele foi um administrador competente que estabeleceu a "Lei do Príncipe" e construiu muitos fortes, igrejas, mosteiros e pontes. Ele introduziu a primeira unidade monetária polonesa, o grzywna, dividido em 240 denários, e cunhou sua própria moeda. Bolesław I é amplamente considerado um dos governantes Piast mais capazes e talentosos da Polônia.